# Warr Guitar

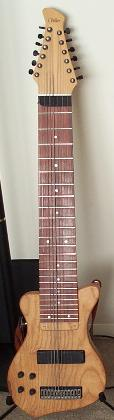
Modèle « Raptor »

La Warr Guitar est un instrument à cordes frappées inventé par Mark Warr, de la famille informelle des tap guitar. En effet, cet instrument est essentiellement prévu pour le jeu en tapping et les morceaux en contrepoint.
On peut la rapprocher du Chapman stick, mais il reste possible avec la Warr Guitar d'utiliser les techniques traditionnelles, notamment le jeu aux doigts de la basse pour les cordes graves.

## Instrumentistes
- Sylvain Bayol du groupe Lazuli
- Trey Gunn du groupe King Crimson